# ساندريني كيبرلاين
ساندريني كيبرلاين (بالفرنسية: Sandrine Kiberlain)‏ (و. 1968 – م) هي ممثلة من فرنسا. ولدت في باريس، بولون-بيانكور.

## التعليم
تعلمت في Cours Florent

## جوائز
حصلت على جوائز منها:
- فارس وسام الاستحقاق الوطني.

## روابط خارجية
- ساندريني كيبرلاين على موقع IMDb (الإنجليزية)
- ساندريني كيبرلاين على موقع ميتاكريتيك (الإنجليزية)
- ساندريني كيبرلاين على موقع روتن توميتوز (الإنجليزية)
- ساندريني كيبرلاين على موقع مونزينجر (الألمانية)
- ساندريني كيبرلاين على موقع قاعدة بيانات الأفلام العربية
- ساندريني كيبرلاين على موقع ألو سيني (الفرنسية)
- ساندريني كيبرلاين على موقع ميوزك برينز (الإنجليزية)
- ساندريني كيبرلاين على موقع أول موفي (الإنجليزية)
- ساندريني كيبرلاين على موقع قاعدة بيانات الأفلام السويدية (السويدية)
- ساندريني كيبرلاين على موقع إن إن دي بي (الإنجليزية)